# Makeup-artist

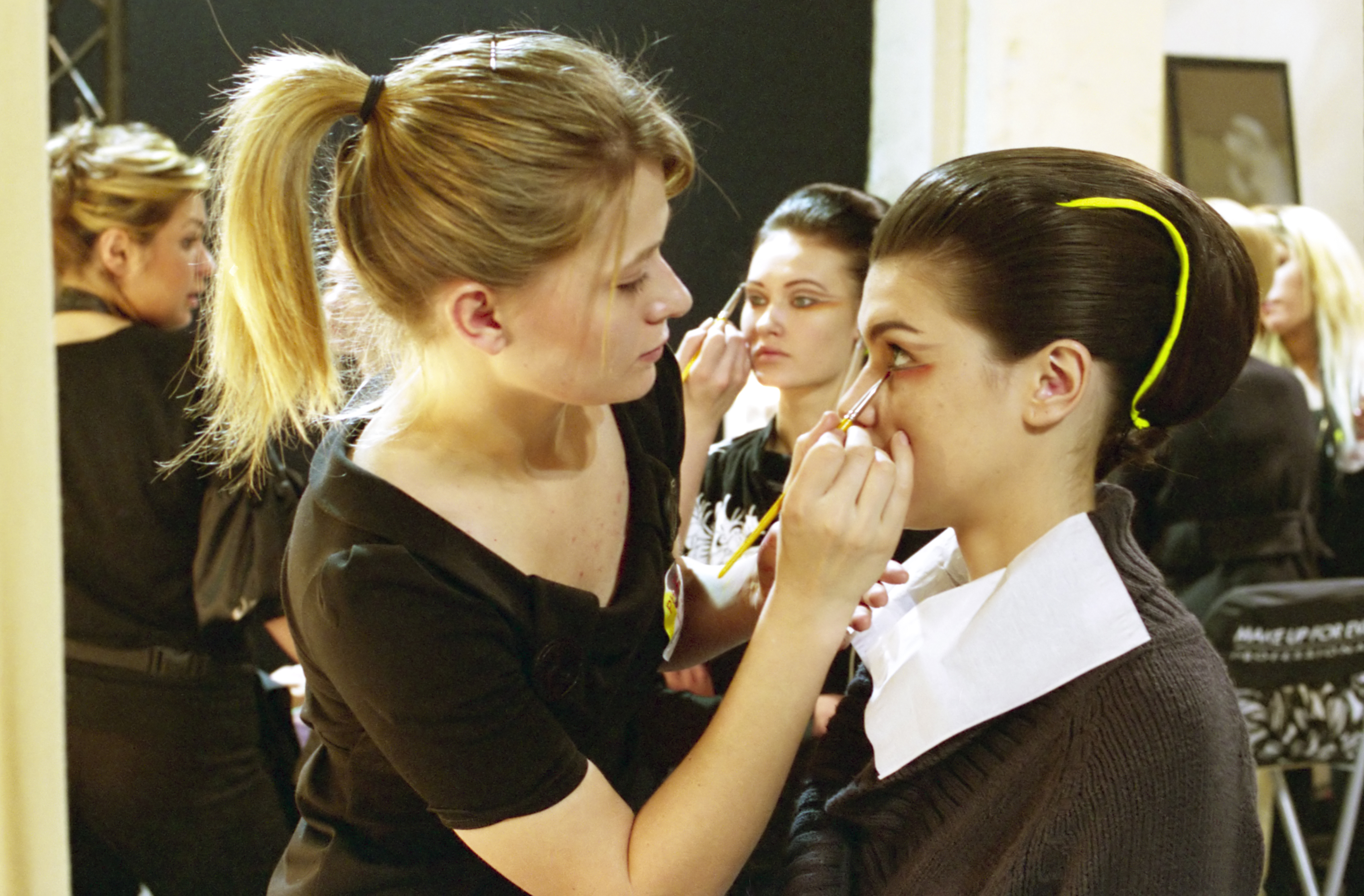
En sminkös arbetar med en modell inför en modevisning.

Makeup-artist, även stavat makeupartist, eller sminkör (sminkös om kvinna) är ett yrke som innebär att sminka andra personer, vägleda andra kring sminkning och sminkprodukter och ibland att marknadsföra varumärken eller produkter.
Många makeup-artister arbetar inom film, TV och teater med att sminka skådespelare, programledare, programpresentatörer och studiogäster. Sminkörer kan vara assistenter till maskörer och hjälpa till med peruker enligt maskörens anvisningar. Det kan även hända att makeup-artisten assisterar kring kläder och annat. Vid modellfotograferingar får modellen vanligtvis sminkning av en sminkör. Sminkörer förekommer också i skönhetssalonger, butiker, hotell, modeshower och sjukhus.
Helgarbete eller oregelbundna arbetstider är vanligt. Ofta är kompletterande kunskaper och kreativitet meriterande.